# Jan Spoelder
Jan Spoelder (* 14. März 1973 in Braunschweig) ist ein ehemaliger, in Deutschland geborener niederländischer Fußballtorhüter und heutiger Fußballtrainer.

## Karriere
Spoelder ging aus der Jugend des Braunschweiger Stadtteilvereins MTV Hondelage hervor, für den er auch seine ersten Spiele im Herrenbereich bestritt. 1992 wechselte er zur zweiten Mannschaft von Eintracht Braunschweig. 1995 rückte Spoelder in die erste Mannschaft der Eintracht auf, wo er hinter Mathias Hain Ersatztorhüter wurde. In der Folgezeit blieb er bis 2005 zweiter oder dritter Mann im Tor der Braunschweiger, lediglich in der Zweitligasaison 2002/03 konnte er sich für einige Spiele einen Stammplatz erobern. Insgesamt kam er im Profifußball zu 18 Ligaeinsätzen, davon neun in der Regionalliga und neun in der 2. Bundesliga (letztere alle in der Saison 2002/03).
Nach dem Ende seiner Spielerkarriere war Spoelder zunächst als Co-Trainer der Reservemannschaft von Eintracht Braunschweig tätig, 2009 übernahm er das Amt des Cheftrainers beim SV Brunsrode/Flechtorf.